# PowerDVD
PowerDVD — комерційний програвач мультимедіа для Microsoft Windows, призначений для перегляду Blu-ray та DVD дисків на комп'ютері. Програвач також підтримує такі формати:
- відео: MPEG-1, MPEG-2, MPEG-2 HD (high-definition MPEG-2), DVD-Video, Mini-DVD, MPEG-4 ASP (в тому числі XviD, DivX, DivX Pro), MPEG-4 AVC (H.264), WMV-HD, DVD-VR, DVD+VR
- аудіо: WAV, MP3, MP2, AAC, DVD-Audio, LPCM, MLP Lossless, Dolby Digital (5.1), Dolby Digital EX, DTS 5.1, DTS Neo:6, DTS 96/24, DTS-ES Discrete